# Portillo (Chile)
Portillo es un centro de esquí ubicado en la provincia de Los Andes, Región de Valparaíso (Chile). Es uno de los principales centros invernales tanto del país como del hemisferio sur.
Se ubica en la cordillera de los Andes a 2680 metros de altitud y a una distancia de 80 kilómetros de la ciudad de Los Andes, a 164 km al norte de Santiago de Chile y a menos de 6 km del Paso Los Libertadores, en la frontera con Argentina.

## Descripción e historia
Portillo es el más antiguo centro de esquí de América del Sur y, hasta hoy, el único de la región que ha sido sede de un mundial de esquí. Desde 1949, este centro de esquí ha recibido más de 3 000 000 de pasajeros.
Su origen se remonta a la construcción del Ferrocarril Trasandino por ingenieros ingleses en 1887. La práctica del esquí comenzó a realizarse como manera de entretenimiento por los ingleses que trabajaban en la obra. En 1909 se fundó el primer club de esquí —el Club Alemán de Excursión, en Valparaíso— que comenzó a visitar la zona de la Laguna del Inca, llamada Portillo. En 1910, luego de la inauguración del Ferrocarril Trasandino, comenzaron a llegar deportistas que utilizaban el mismo tren como andarivel entre Caracoles y Juncal. Ya en la década de 1930, fue instalado el primer andarivel de arrastre. Europeos y estadounidenses comenzaron a llegar y a popularizar el deporte entre los chilenos. Luego, la construcción de una cabaña para el alojamiento daría lugar al origen del actual Hotel Portillo. En los años 1940, se fundó una sociedad para la construcción de un gran hotel; sin embargo, la empresa fracasó.
En 1949, y con aporte del gobierno chileno, se construyó finalmente un modesto hotel de 125 habitaciones. El centro de esquí poseía dos andariveles de silla para una persona y un andarivel de arrastre. La Escuela de Montaña del Ejército de Chile quedó a cargo de la administración del centro de esquí. Sin embargo, la falta de experiencia del gobierno en la administración de un complejo como éste llevó a su privatización en 1960.
El 15 de junio de 1961 fue inaugurado el nuevo complejo del centro de esquí de Portillo, a cargo del estadounidense Henry Purcell. Fueron invitadas importantes personalidades de la época, y la Escuela de Esquí quedó a cargo del medallista olímpico Othmar Schneider. Como forma de promocionar este nuevo lugar del turismo de deportes de invierno, Portillo fue elegida como sede del Campeonato Mundial de Esquí de 1966 por la FIS. Las construcciones necesarias para la realización del torneo fueron prácticamente destruidas en 1965 por un tifón del Pacífico Sur con vientos de más de 200 kph. Sin embargo, los trabajos fueron reiniciados y, en agosto de 1966 fue inaugurado el único torneo de esquí realizado al sur del Ecuador, con la presencia del presidente Eduardo Frei Montalva.
En la actualidad, Portillo es un lugar de entrenamiento para las principales delegaciones olímpicas, como las de Estados Unidos y Alemania. En sus pistas fue batido también el récord de velocidad en descenso (en la pista Kilómetro Lanzado, diseñada especialmente para la velocidad), en 1987 por Michael Prufer al superar los 217,68 kilómetros por hora.
La temporada de esquí en general se extiende desde mediados de junio hasta principios de octubre.